# Платная автодорога через Суматру
Платная дорога через Суматру — строящаяся платная скоростная автомагистраль, протянувшаяся через остров Суматра в Индонезии от северной оконечности Банда-Ачех до южной оконечности Бакаухени. Первоначально планировалось, что эта платная дорога соединится с уже имеющейся системой платных дорог Явы через мост через  Зондский пролив, проект которого, в настоящее время отменён. Платная дорога должна включать вспомогательные коридоры, соединяющие города Паданг, Бенгкулу и Сиболга на западном побережье острова с основными коридорами, протянувшимися через более густонаселенное восточное побережье. Государственная строительная компания Hutama Karya получила предоставленную государством монополию на эксплуатацию сети.
Планируемая протяженность дороги 2818 км (1751 миль), предполагается, что она будет стоить примерно 476 триллионов рупий (33,2 миллиарда долларов США) и будет состоять из семнадцати основных и семи вспомогательных участков. Ожидается, что строительство будет завершено к 2024 году. По состоянию на октябрь 2022 года 1074 км (667 миль) дороги были построены и введены в эксплуатацию.

## Основные коридоры
Общая длина основных коридоров оценивается в 2,048 км (1,273 мили),  том числе:
- Банда Ачех - Медан (460 км (286 миль)).
- Медан – Пеканбару (548 км (341 миль)).
- Пеканбару – Палембанг (610 км).
- Палембанг – Лампунг (358 км (222 мили))[10].

## Список завершенных и строящихся сегментов
1. Бакауэни-Тербанги Бесар (140,9 км (88 миль)). Официально открыт 8 марта 2019 г.
2. Тербанги Бесар – Пематанг Панганг – Каю Агунг (189,2 км). В настоящее время это самая длинная платная дорога в Индонезии. Официально открыт 15 ноября 2019 г.
3. Платная дорога Каю Агунг – Палембанг – Бетунг (111,7 км (69 миль)). Участок I протяженностью 33,5 км введен в эксплуатацию с 1 апреля 2020 г. Остальные участки находятся в стадии строительства.
4. Пеканбару – Думай (131,5 км (81,7 миль)) должно быть завершено в июне 2020 года. Платная дорога была открыта президентом Индонезии Джоко Видодо 25 сентября 2020 года.
5. Куала Танджунг – Тебинг Тингги – Пематанг Сиантар – Парапат (125,45 км (77,95 миль)).
6. Медан-Куаланаму-Тебинг-Тингги (61,7 км (38,3 мили)) Официально открыт 24 марта 2019 г.
7. Медан-Бинджай (16,72 км (10,39 миль)) Участки II и III начали работу 13 октября 2017 г..
8. Платная дорога Сигли-Банда-Ачех (74 км (46 миль)) Участок IV был открыт в августе 2020 г. Участок III в декабре 2020 г. Участки I, II, V и VI в 2021 г.